# Vidéosurveillance algorithmique
La vidéosurveillance algorithmique (VSA) est un système de vidéosurveillance utilisant l'intelligence artificielle (IA). Parfois également appelé vidéosurveillance « intelligente », « automatisée » ou « augmentée », cet outil permet d'analyser automatiquement des images par des logiciels pour reconnaître par exemple des mouvements suspects et des formes.

## Définition et utilisation
La vidéosurveillance algorithmique permet d'analyser en temps réel les flux vidéos grâce à un logiciel qui se connecte au réseau existant des caméras augmentées en mettant de la “détection” et “tracking”. Avec cette technologie on transfère ce travail d’analyse à un logiciel qui produirait des notifications ou des alertes dès qu’il repère un événement qu’on lui aurait appris à détecter. Les grands distributeurs de ce type de logiciel en Europe sont Breifcam, concepteur israélien et Two-i, concepteur français[réf. souhaitée].

## Encadrement juridique de son utilisation

### En Union européenne
En Union européenne, l'AI Act encadre l'usage de l'intelligence artificielle. Ce texte autorise notamment la reconnaissance faciale en temps réel dans l'espace public pour des motifs de sécurité nationale, ainsi que l'identification des personnes basée sur des critères comme la race, les opinions politiques, l'affiliation syndicale, les convictions religieuses ou philosophiques, la vie sexuelle ou l'orientation sexuelle en cas d'urgence. De plus, en excluant les prisons et zones frontalières de la définition de l'espace public, le règlement permet l'utilisation sans restriction de technologies comme la reconnaissance émotionnelle dans ces espaces. 

## Exemples d'utilisation

### France

#### Cadre des Jeux Olympiques
En France, le débat émerge avec l'organisation des Jeux Olympiques et Paralympiques de Paris 2024 pour lesquels il est envisagé d'expérimenter l'utilisation de la vidéosurveillance algorithmique. Débattu au parlement en pleine crise sur la réformes des retraites, la loi du 19 mai 2023 sur les jeux Olympiques et Paralympiques le prévoit à son article 10. Ce dispositif pourra être utilisé pour des manifestations sportives, récréatives ou culturelles qui par leur ampleur ou leurs circonstances, sont particulièrement exposées à des risques d’actes de terrorisme ou d’atteintes graves à la sécurité des personnes. Il est notamment prévu de tester le dispositif dans le cadre de la Coupe du monde de rugby organisée de septembre à octobre 2023. Pour le moment, l'utilisation de données biométriques (reconnaissance faciale notamment) dans le dispositif est exclue. La période d'expérimentation du dispositif est autorisée jusqu'au 31 mars 2025. Un rapport d'évaluation est prévu, qui doit être remis au Parlement et à la CNIL avant le 31 décembre 2024. Cependant, avant la remise de ce rapport, Michel Barnier, premier ministre, déclare le 1er octobre 2024 dans son discours de politique générale, qu'il est favorable à la généralisation de l'utilisation de la vidéosurveillance algorithmique dans l'espace public.

#### Hors du cadre légal
En juillet 2023, Streetpress affirme que des magasins des enseignes E. Leclerc, Carrefour, G20, Système U, Biocoop, Kiabi et Fnac ont déployé illégalement la solution de vidéosurveillance de l'entreprise française Veesion, qui utilise l'intelligence artificielle pour surveiller le comportement de leur clientèle. Le site de l'entreprise mentionne aussi comme clientèle les enseignes Pharmabest, Intersport, LeaderSanté, Aprium pharmacie, et Spar. Le logiciel est vendu en avançant sa supposée efficacité et sa simplicité d'usage. Il peut envoyer une image du supposé vol au vigile à travers l'application Telegram, et présente une projection de l'économie effectuée grâce au logiciel dans le cas où le vol peut être interrompu. Streetpress rappelle que la loi du 19 mai 2023 relative aux jeux Olympiques et Paralympiques de 2024 n'autorise la vidéosurveillance que dans les « lieux accueillant des manifestations, leurs abords et les transports en commun », , ce qui exclut les magasins et la collecte de données biométriques précise La quadrature du net,. Cela ne respecte pas non plus le consentement selon la CNIL. L'association La quadrature du net affirme aussi que l'État a rappelé aux professionnels du secteur l'illégalité de la vidéosurveillance algorithmique en supermarché. Le 21 juin 2024, le Conseil d'État rejette la requête de Veesion qui demandait la suspension de la demande de mise en conformité de la CNIL et la condamnation aux dépens de la CNIL à 4 000 euros, en estimant que sa solution de vidéosurveillance pour détecter le vol à l'étalage n'est pas conforme au Règlement général sur la protection des données,.
Le 30 janvier 2025, le Tribunal administratif de Grenoble rend une décision sur l'utilisation du logiciel Briefcam, faisant usage de vidéosurveillance algorithmique dans la ville de Moirans, qu'elle juge illégal,. En 2024, la CNIL a rappelé qu'en dehors de l'expérimentation prévue par la loi pour les Jeux olympiques 2024, les caméras augmentées en temps réel est interdite en France et les logiciels d'analyse automatique d'images enregistrées auparavant ne sont autorisés que dans le cadre d'enquêtes judiciaires et soumis à certaines contraintes.

### Chine
En Chine, la technologie participe à une politique de contrôle social. Depuis 2017, la vidéosurveillance algorithmique sert à faire respecter la loi. Sont ainsi soumis à l'opprobre public les piétons ne respectant pas les feux rouges aux passages piétons, leurs visages étant affichés dans l'espace public. Le dispositif sert plus globalement à identifier les comportements jugés suspects avec pour objectif de l'intégrer au système de crédit social qui a pris forme dès les années 2000.

### Japon
Au Japon, la police utilise de plus en plus la vidéosurveillance algorithmique pour renforcer la sécurité publique depuis 2018. La vidéosurveillance algorithmique y est également utilisée au sein des commerces, où elle y repère des personnes au comportement analysé par l'intelligence artificielle comme celui de voleurs. Lorsque le comportement d'une personne est assimilé à celui d'un voleur par la vidéosurveillance algorithmique, un SMS est envoyé au personnel du commerce avec une photo de la personne en question. La Radio-télévision belge de la Communauté française note que cela fait « courir le risque de délits de faciès : un geste, une attitude et, pour l'intelligence artificielle, vous n'êtes plus client mais suspect ». De même, des algorithmes sont désormais utilisés pour repérer les comportements suspects lors de rassemblements de masse, ce qui soulève des préoccupations quant à des interpellations policières automatisées.
La chaîne japonaise de restaurants de sushi Kura Sushi utilise la vidéosurveillance algorithmique depuis 2021 dans ses restaurants, initialement pour compter le nombre de plateaux pris par ses clients et pour faciliter le calcul des additions. En 2023, elle annonce implémenter nationalement ce système de vidéosurveillance et étendre son utilisation afin de détecter les « comportements suspects » de ses clients au sein de ses restaurants et d'alerter son personnel,.
En juillet 2023, l'Agence nationale de la police annonce le lancement de tests de caméras de sécurité équipées d'une technologie de « détection de comportement » conçue pour repérer les criminels avant qu'ils ne commettent des crimes. Elles sont destinées à protéger les personnalités publiques de haut rang. Ce système utilise l'intelligence artificielle pour surveiller les mouvements suspects, détecter les armes et protéger les zones restreintes, sans utiliser la reconnaissance faciale. Ce projet intervient après l'assassinat de l'ancien Premier ministre Shinzō Abe et une tentative d'assassinat contre le Premier ministre Fumio Kishida,.
En septembre 2023, le projet Shibuya 1000 de la société Intelligence Design prévoit l'installation de 100 caméras de surveillance alimentées par l'intelligence artificielle dans l'arrondissement Shibuya de Tokyo. Ces caméras utilisent la technologie IDEA Counter de l'entreprise pour détecter les comportements suspects en analysant les flux vidéo en direct. Il crée une polémique au Japon en raison d'un diagramme publié par Intelligence Design décrivant les informations collectées, telles que le nombre de fois où une personne vidéosurveillée s'est rendue à Shibuya, le type de transport qu'elle a emprunté ou les personnes avec qui elle a visité le quartier. La société supprime ensuite ce diagramme, affirmant qu'il était « potentiellement trompeur », et assurant qu'elle ne stockerait pas d'images contenant des données personnelles et qu'elle se conformerait aux lois sur la protection des données. Bien que le logiciel puisse anonymiser les informations qu'il recueille en remplaçant les descripteurs trop spécifiques d'un individu par un identifiant généré de manière unique, Unseen Japan note que cette anonymisation est faillible et qu'il est malgré tout possible de retrouver l'identité des personnes vidéosurveillées. Le projet vise également à fournir des données sur le comportement des consommateurs aux marchands et à assister dans la gestion des foules lors d'événements,.

### Russie
À Moscou, depuis 2018, le système de surveillance Safe City est alimenté par un réseau de plus de 217 000 caméras de surveillance, dont certaines sont équipées de systèmes de reconnaissance faciale, notamment le système Sfera. Ces systèmes de reconnaissance faciale sont construits par des entreprises locales et internationales telles que NTechLab, Tevian, et VisionLabs, qui ont bénéficié des puces des sociétés américaines Nvidia et Intel. Ces systèmes sont utilisés massivement pour suivre et réprimer les manifestations ainsi que les dissidents politiques, qui sont soumis à une surveillance constante. Ils sont particulièrement utilisés dans le métro de Moscou. Sept avocats contactés par Reuters estiment que l'utilisation de la reconnaissance faciale contre les manifestants et militants moscovites constitue vraisemblablement une violation des droits de l'homme,.
En novembre 2023, le ministre du Développement digital Maksout Chadaev (ru) propose la création d'une plateforme de traitement de données de la vidéosurveillance urbaine, qui inclurait également la vidéosurveillance privée des entrées d'immeubles. Cette initiative prévoit l'utilisation de la reconnaissance faciale et de la vision par ordinateur pour analyser les données. Le projet vise à atteindre cinq millions de caméras d'ici 2030, avec une analyse entièrement gérée par l'intelligence artificielle. Le coût estimé de la plateforme par le ministère du Développement digital est de 12 milliards de roubles. En mars 2024, une fuite de documents du Kremlin révèle l'implication dans ce projet du Glavny naoutchno-issledovatelski vytchislitelny tsentr (Centre informatique de recherche scientifique), une agence semi clandestine dirigée par d'anciens membres des services de renseignement. Selon ces documents, la plateforme de traitement de données proposée par Chadaev serait financée par le ministère du Développement digital et par l'entreprise de télécommunications Rostelecom.

## Critiques
En France la Commission nationale de l'Informatique et des Libertés (CNIL) fait part de ses réserves dans un rapport du 19 juillet 2022 en soulignant "les risques pour les droits et libertés des personnes". Elle y précise ainsi le caractère "intrusif" d'un tel dispositif notamment en matière de préservation de l'anonymat dans l'espace public. Les craintes sont aussi partagées par des associations de défense des libertés ainsi que le Conseil national des barreaux. Amnesty International dénonce "une offensive généralisée contre le droit à la vie privée, le droit de manifester et les droits aux libertés de réunion et d’expression".
Au niveau européen, un règlement est en cours de négociation sur l'intelligence artificielle. Le 17 mars 2023, plusieurs eurodéputés ont mis en garde la France sur une possible non conformité de l'article 7 de la loi sur les Jeux Olympiques avec le règlement qui devrait être promulgué au mois d'avril.
D'autres organismes de défense comme la Quadrature du Net critiquent le "solutionnisme technologique" et pointent du doigt le manque d'efficacité de ces démarches.